# Микроикономика
Микроикономиката, от гръцките „μικρό“ – малък, и „οικονομια“ – икономика, през английското „microeconomics“, е клон на икономическата наука, който изучава как индивидуалните субекти на икономиката, като домакинствата и фирмите, взимат конкретни решения, за да разпределят ограничени ресурси , обикновено в пазарите, където стоки и услуги се купуват и продават.
Друго определение: дял на икономиката, който изучава икономическото поведение на единични потребители, предприятия и индустрии и разпределянето на общата продукция и доход помежду им. Пример за микроикономически модел е да се гледа на индивида както като на доставчик на труд и капитал, така и като на единствен потребител на крайния продукт. От друга страна, предприятието се анализира в ролята си на доставчик на краен продукт и потребител на труд и капитал. Тази рамка определя картина на икономиката във вид на завършен цикъл.
Най-използваният модел в микроикономиката обаче е този за търсенето и предлагането. Той се основава на допускането, че индивидът винаги търси начин да увеличава личното си щастие, а предприятието – личната си печалба. В общия случай изводът е, че единствено свободния пазар води до най-добрия възможен резултат за всеки член на обществото. Според Адам Смит това се получава благодарение на невидимата ръка (обществото се саморегулира в пазарна среда). Тези допускания и изводи търпят много сериозна критика в икономическата наука, но си остават основополагащи като достатъчно опростени, но ефективни.
Микроикономиката има за цел по-доброто разбиране на пазарите и другите механизми за размяна на стоки и услуги, определянето на цени и разпределението на благата в обществото.

## Приложна микроикономика
Приложната микроикономика обхваща различни области на изследване, много от които ползват методи от други изследователски полета, приложната работа в микроикономиката включва малко над основното по ценова теория, търсене и предлагане. Икономика на града изследва предизвикателствата, пред които се изправят градовете, като например тяхното разпростиране и растеж, замърсявания на въздуха и водата, претовареност на трафика, и използва полета от градската география и социология. Икономическата история изследва еволюцията на икономиката и икономическите институции, ползвайки методи и техники от полетата на икономиката, историята, географията, социологията, психологията и политологията. Икономика на труда изследва заплащанията, наемането и динамика на трудовите пазари. Право и икономика прилага микроикономическите принципи до избора и прилагането на конкурентни правни устройства и тяхната съотносима ефективност.